# Valentin Mennher
Valentin Mennher ou Valentijn Mennher van Kempten, né en 1521 à Kempten, mort à Anvers le 9 août 1570 est un mathématicien allemand du XVIe siècle.

## Biographie
Parmi les auteurs plus productifs de manuels scolaires, Mennher, originaire du Duitsland (Souabe bavaroise) fut formé à l'école de Christoff Rudolff. Il voyagea à Vienne, à Augsbourg et à Venise avant de se fixer à Anvers le 16 août 1549, Il est membre de la guilde Saint Ambroise comme maître d'école mais il est également connu comme teneur de livres de comptes, ou comptable. Ses livres de comptabilité et de mathématiques récréatives ont été publiés entre 1550 et 1570-71, date probable de sa mort. Ils ont été réimprimés, avec leurs solutions, par Michel Coignet sous le titre Cent questions recreatives et ingenieuses, pour se délecter et  aiguiser la compréhension en 1573.
Pratiquant l'algèbre de la Coss, versé en géométrie et en arithmétique, Mennher n'est pas uniquement un enseignant de comptabilité.
Son livre d'exercices, imprimé par Gilles Copenius en 1564, comporte notamment une centaine de question, dont les 47 premières de nature arithmétique, mais aussi des problèmes géométriques faisant intervenir les sinus, les triangles sphériques, leurs applications en géographie, en astronomie et la construction de cadrans solaires.
Il est un des premiers à montrer l'usage d'une double comptabilité et  préconise la division du Mémorial par nature d'opérations ; il se situe dans la veine de Luca Pacioli.
Son travail fut critiqué par Albert Girard dans sa trigonométrie.

## L'œuvre
On compte huit livres de Mannher, dont sept en français et un en allemand. Parmi eux, principalement :
- Pratique briefve pour cyfrer et tenir livres de compte touchant le principal train de marchandise,  1550, chez Jan van der Loë à Anvers. Disponible sur Google livres.
- Arithmetique seconde, 1556. Livre qu'on a pu comparer aux travaux de Leonhard Euler[2] chez Jan van der Loë à Anvers.
- Arithmetica Practice Durch mich Valentin Mennher von Kempten,  publié par Aegidius Coppens van Diest, à Anvers en 1560 (traduction du précédent)
- Livre d'Arithmétique, plusieurs belles questions et demandes, propres et utiles à tous ceux qui hantent le Trafic de la Marchandise, 1561.
- Livre des triangles sphériques, 1562, disponible sur Google livres
- Brève practicque pour apprendre à chiffrer, et tenir les livres de Comptes,1565

## Les sources